# Taula (construcción talayótica)

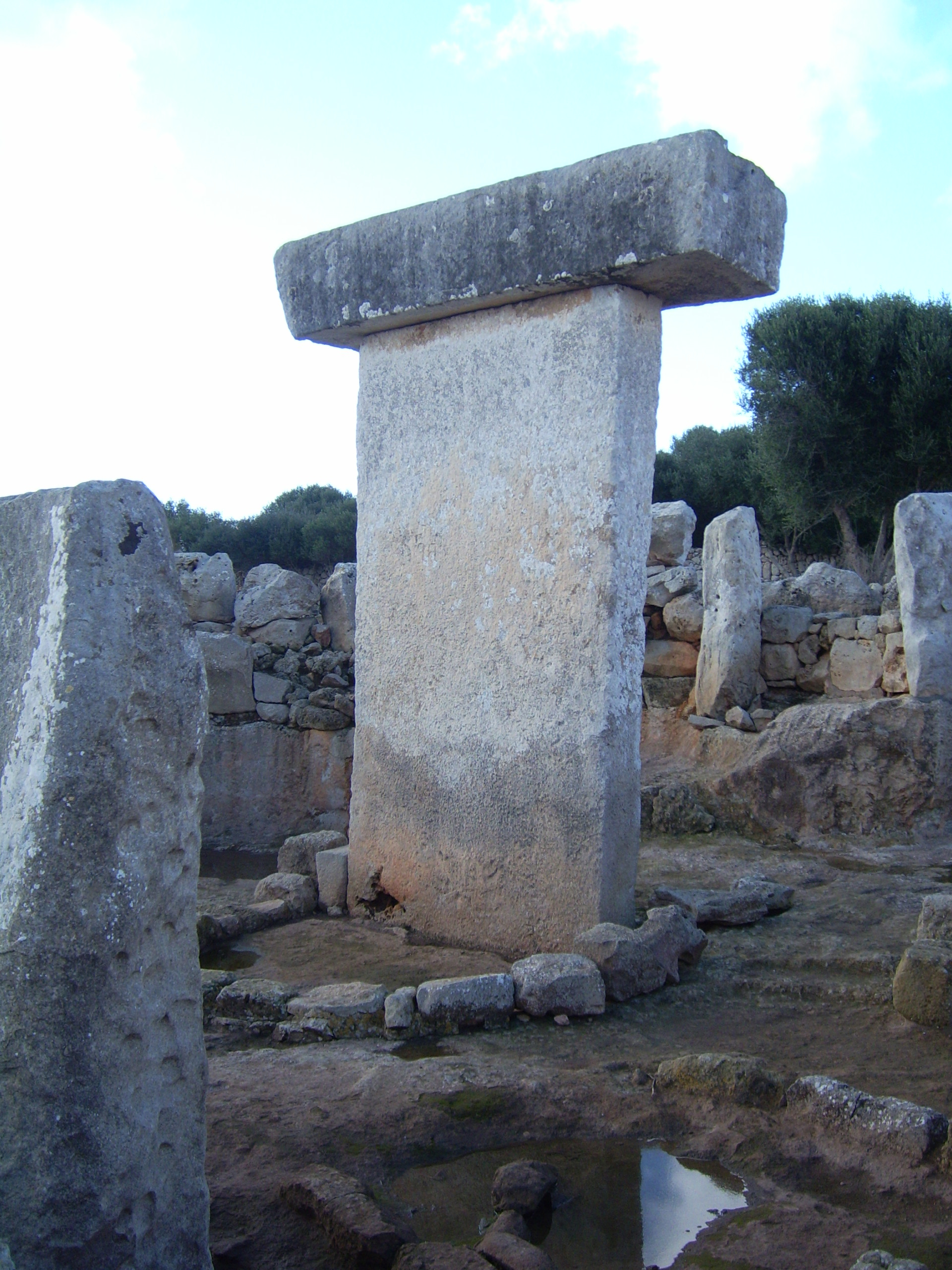
Taula de Torralba d'en Salort (Alayor, Menorca). Delante de la Taula se aprecia en la superficie un semicírculo formado por piedras y que servía para realizar hogueras

La taula es, en arqueología, un tipo de construcción de la cultura talayótica, exclusiva de la isla de Menorca (España). 
El nombre de Taula hace referencia al elemento central del recinto en forma de T, y debe su nombre a la similitud que tiene con una mesa, ya que esto es lo que significa en catalán. Este elemento central está construido con dos grandes piedras colocadas una encima de otra, a la vertical se la denomina piedra soporte y a la horizontal, piedra capitel. 
Estos recintos se documentan en la mayoría de los grandes poblados talayóticos hacia el 600 a. C. y algunos se mantuvieron en uso hasta la época romana. Al contrario de lo que pasa con los talayots, solo aparece un recinto de Taula por poblado.  
El primer autor que se ocupó de estas estructuras fue Juan Ramis, en 1818, en su obra Antigüedades célticas de la isla de Menorca, que es el primer libro en castellano íntegramente dedicado a la prehistoria.

## Descripción del recinto

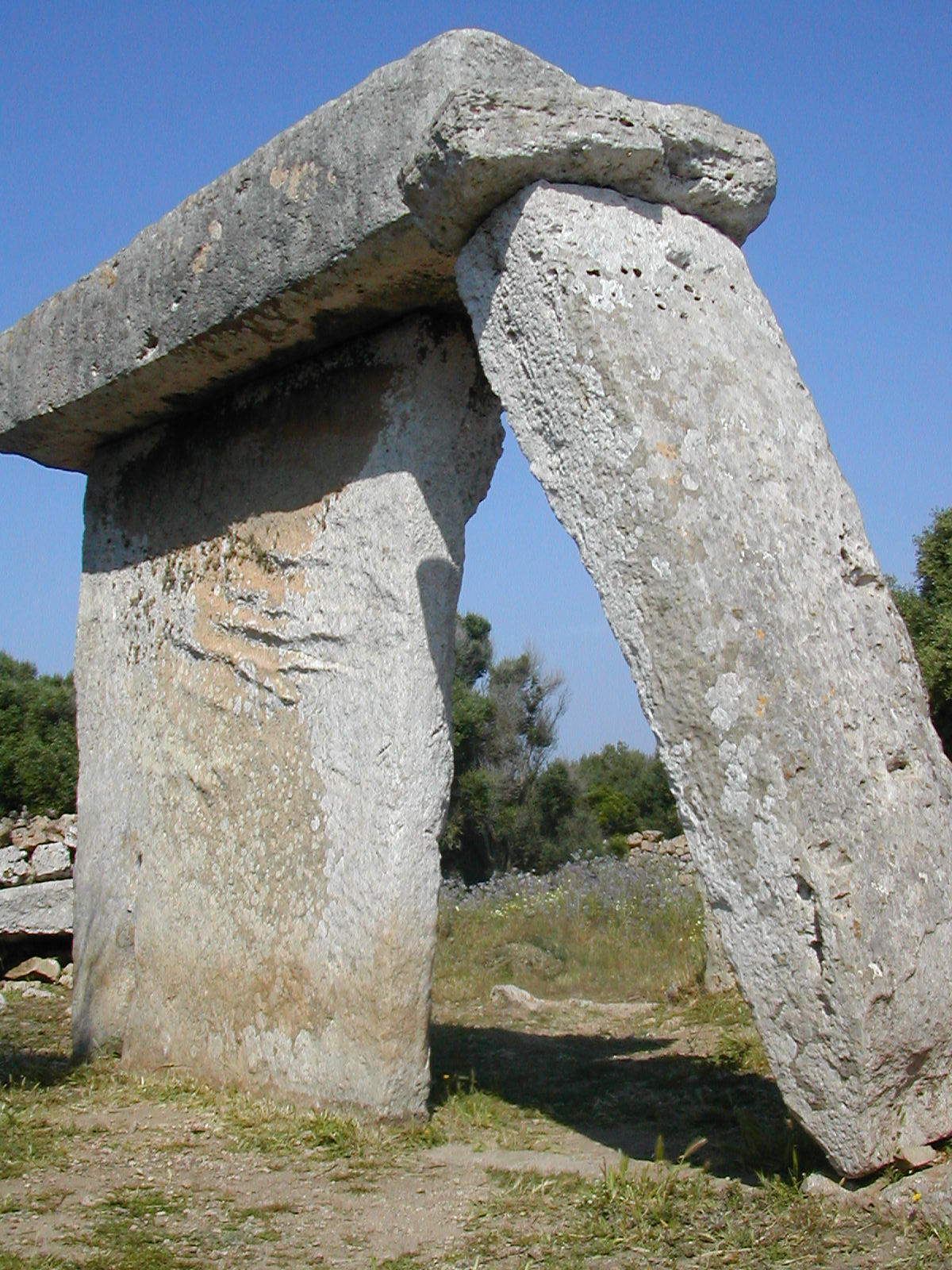
Taula de Talatí de Dalt (Mahón, Menorca), con el pilar derecho caído sobre ella. Y forma su taula.

El recinto de taula es un edificio de planta absidial con una fachada generalmente cóncava con un acceso en el medio y construido siguiendo la técnica ciclópea. El muro perimetral es de doble paramento y a lo largo de su cara interior se localizan toda una serie de pilares adosados que marcan lo que algunos investigadores han llamado "capillas". Se trata de un edificio que parece mantener un modelo estandarizado a lo largo del territorio menorquín aunque se puedan encontrar diferencias de tamaño, de morfología de la taula, etc.

## Objetos culturales encontrados dentro del recinto
Los investigadores parecen estar de acuerdo en la función religiosa de este tipo de recintos y así parece confirmarlo el hecho de haber encontrado diferentes figurillas y elementos culturales en varios recintos.
Lo primero que hay que destacar son algunas de las figurillas de bronce como el Imhotep de Torre d'en Galmés o el toro de Torralba. Otros objetos destacados son los pebeteros de rostro femenino representando a divinidades como Tanit o Demeter que han sido hallados en varios recintos, como los de Torralba, Biniparratx Petit, Sa Torreta de Tramuntana, Son Catlar, etc.
En último lugar se debe mencionar el descubrimiento de tres epígrafes con tres teónimos documentados en el recinto de Son Catlar, se trata de tres inscripciones de carácter local donde aparecen las divinidades Baal (divinidad suprema púnica), Caelestis (latinización de Tanit) y Lacese (dios del plenilunio).

## Hipótesis sobre su forma original

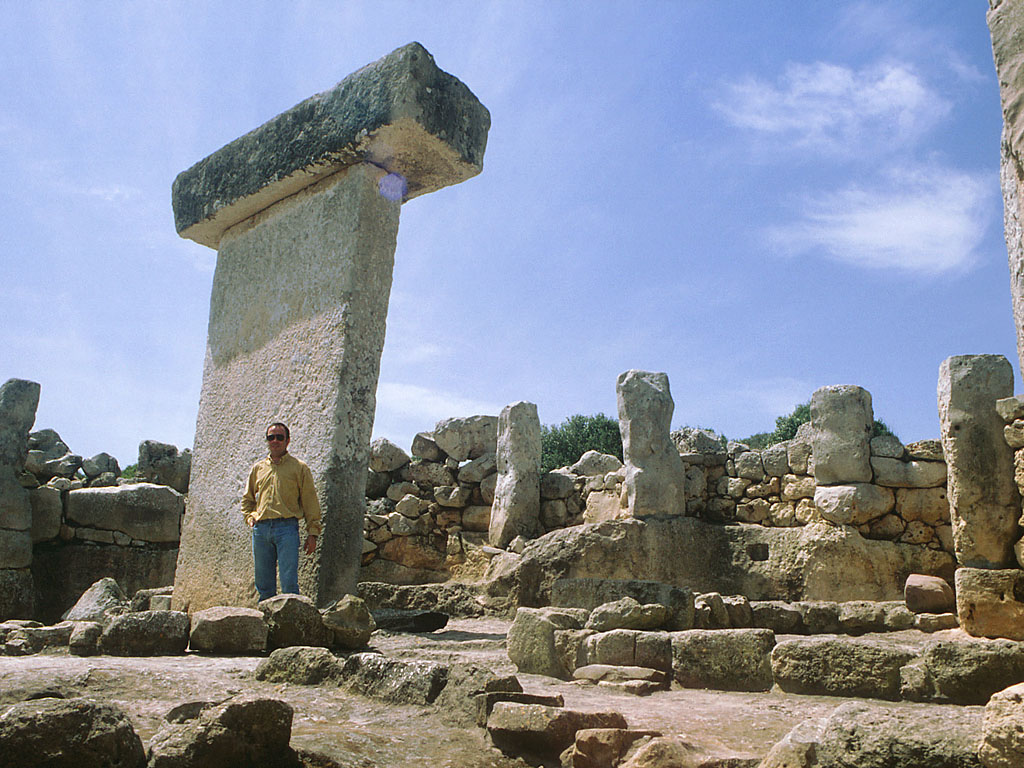
Detalle del recinto de Taula de Torralba d'en Salort (Alayor, Menorca). En último plano, se observa el muro que cierra el recinto con algunos pilares adosados. Entre el segundo y el tercer pilar, contando desde la derecha, se observa claramente un nicho cuadrado excavado en la piedra que podría servir para guardar objetos u ofrendas. En el suelo, se ven unas líneas formadas por piedras más pequeñas que forman círculos donde se hacían hogueras. El hombre se encuentra frente a la Taula, dentro del semicírculo de la hoguera situado frente a esta

Uno de los temas aún no resueltos alrededor de estos edificios es el de su forma original. Según varios autores se trata de edificios cubiertos de forma que la Taula (sin perder su carácter simbólico) tendría la función de pilar central y sostener el techo del monumento formado por vigas de madera, barro y elementos vegetales.
De acuerdo con otras teorías, los recintos serían estructuras descubiertas o parcialmente cubiertas, de modo que la taula tendría únicamente una función simbólica.
Las últimas excavaciones en recintos de taula datan de hace algunas décadas. En ellas se utilizó la metodología propia de la época, que no permitía obtener tanta información como la que se utiliza en la actualidad. Desde 2015 se lleva a cabo una campaña anual en el recinto de Taula de Sa Cudia Cremada, de donde se espera se pueda obtener nueva información valiosa alrededor de este tema.

## Hipótesis sobre su función
Estos recintos parecen haber sido los elementos religiosos más importantes de los poblados talayóticos. Una de las primeras teorías sobre la función de las Taulas fue la de su utilización como lugar donde descarnar cadáveres, según defiende Juan  Ramis en su obra de 1818. Las excavaciones realizadas en diferentes recintos no proporcionaron pruebas que permitieran apoyar esta hipótesis que no aparece en las publicaciones más recientes y que actualmente se rechaza.
Con posterioridad se ha propuesto, a nivel general, que la Taula sería un emblema de la deidad a la cual se consagraban los sacrificios animales. Sería, en este aspecto, un protector tribal y cumpliría distintas funciones.
Dentro de esta línea, una propuesta concreta sería que las taulas estuvieran relacionadas con un culto taurolátrico. La morfología de las taulas (en forma de T) recuerda a la esquematización, llevada a la mínima expresión, de la cara de un toro. El hallazgo del pequeño toro de Torralba podría dar fuerza a esta hipótesis. Lo que si parece seguro es que algún tipo de culto al toro si había en Baleares, esta propuesta se ver reforzada por los grandes hallazgos de los toros de Costich dentro de un recinto sagrado mallorquín.
Algunos investigadores ya plantearon hace tiempo la fuerte influencia púnica que podía haber detrás de las taulas, pero esta propuesta no fue seguida por los arqueólogos. Recientemente, gracias a las investigaciones de Joan de Nicolás y al Proyecto Modular (Universidad de Alicante), esta propuesta vuelve a coger fuerza. De Nicolás plantea que la Taula, es en sí misma un betilo, la representación más básica de la casa de los dioses y que se trataría de un elemento de fuerte influencia púnica. Esta teoría se ve reforzada por los materiales documentados en varios recintos como los pebeteros de cabeza femenina, las diferentes figurillas de bronce, como las del toro y el caballo de Torralba, vinculados a Baal y Astarté, los epígrafes de Son Catlar, etc.
Uno de los últimos trabajos publicados sobre los recintos de taula propone que existe un paralelismo entre su estructura y la de las  viviendas del talayótico final. De acuerdo con esta hipótesis, la posición de la taula dentro del recinto es equivalente a la ubicación de la puerta que da entrada a la habitación norte dentro de las casas. Esta habitación es la más importante de las viviendas y su puerta suele presentar características monumentales. Así, la taula sería la representación simbólica de una puerta, en la que la losa vertical representaría la apertura y la piedra horizontal representaría el dintel.

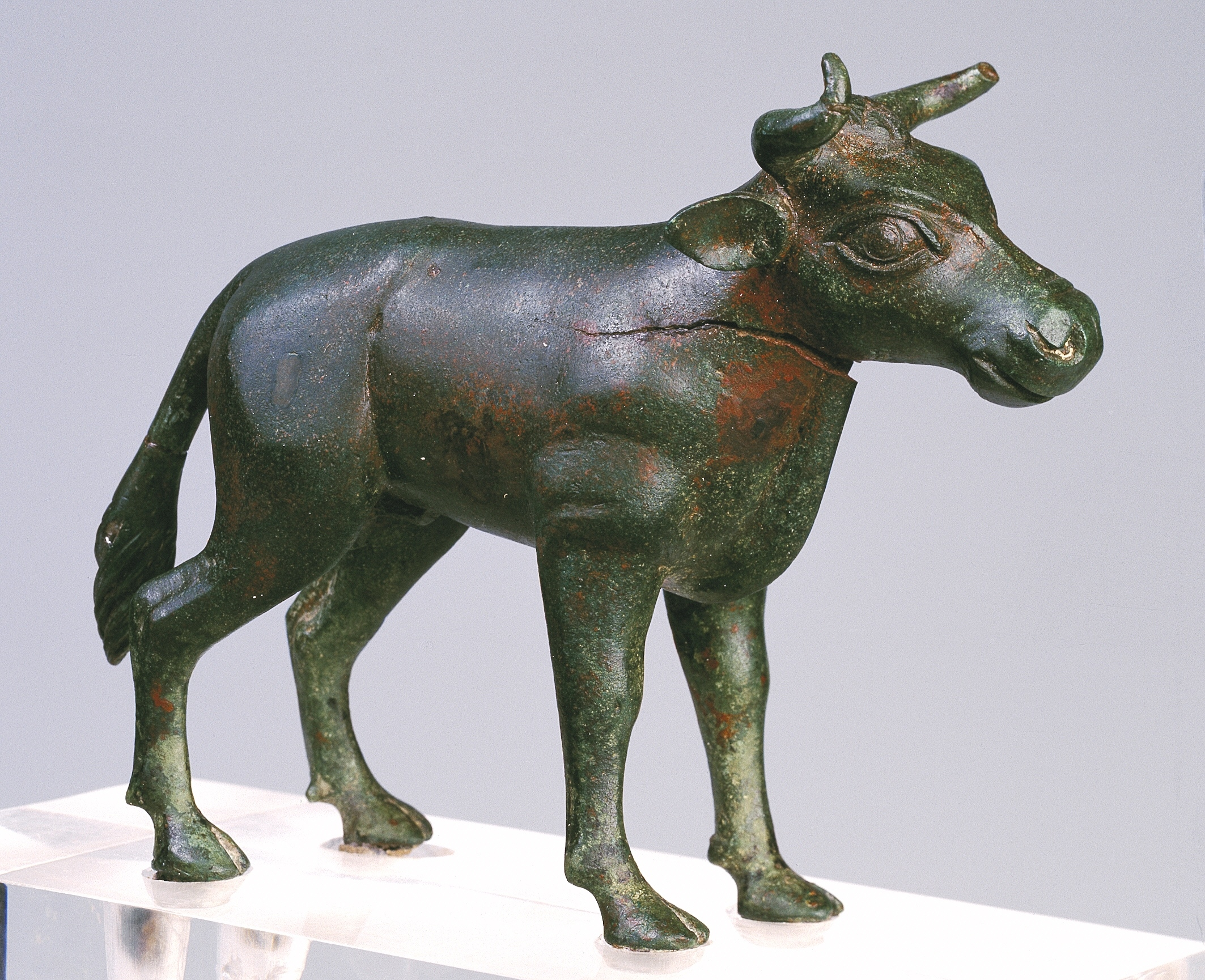
Figurita de bronce de un toro hallada en el recinto de Taula de Torralba d'en Salort (Alayor, Menorca). Museo de Menorca

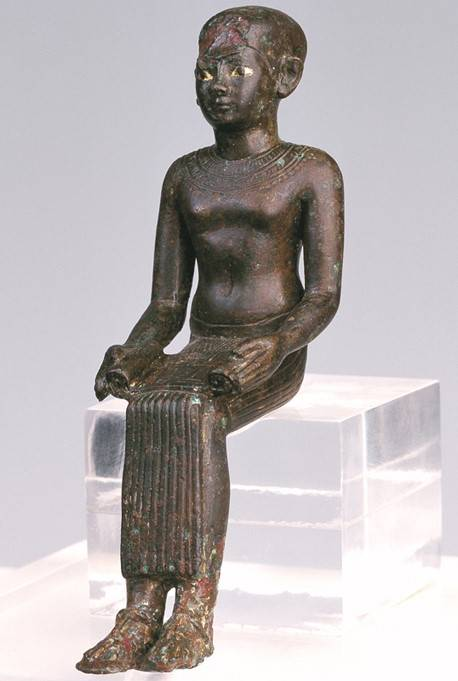
Figurita de bronce de Imhotep hallada en el recinto de Taula de Torre d'en Galmés (Alayor, Menorca). Museo de Menorca

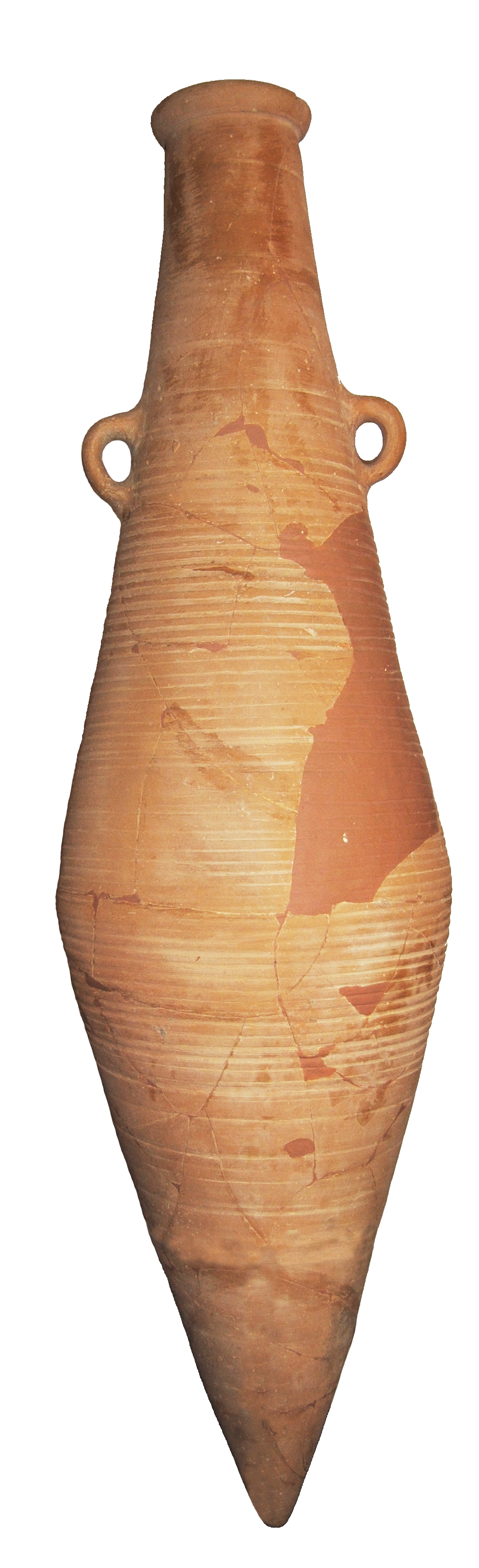
Ánfora púnica ebusitana que transportaba y contenía vino de las cuales se han hallado un gran número de restos en el interior de los recintos de Taula. Museo de Menorca

### Los rituales dentro del recinto
Arqueológicamente se han documentado toda una serie de materiales y elementos dentro de los recintos que nos permiten introducir el tema de los rituales que se realizaban dentro de este edificio.
Lo primero que cabe destacar es el fuego. Se han documentado varios hogares dentro de estos edificios; el fuego es un elemento purificador y regenerador que podría tener un papel muy importante dentro de los rituales.
En segundo lugar el vino. El hecho de documentar gran cantidad de restos de ánforas (sobre todo de tipología púnico-ebusitana) dentro del recinto hace pensar que tenía un papel importante dentro del ritual. Se trata de un elemento importado que fue adaptado al culto por la población talayótica.
Por último seguramente se sacrificaban animales. Este hecho podría estar relacionado con los indicios evidentes de banquetes litúrgicos, aunque cabe señalar que los restos óseos documentados responden a las partes de menos valor alimenticio.

## Poblados talayóticos con recinto de taula
Alfurinet, Algaiarens, Bellaventura, Biniac Vell, Binicrodell Nou, Binimaimut, Binimassó, Binissafullet, Cavalleria, Cotaina, Es Tudons, La Beltrana, Sa Torreta de Tramuntana, Sant Agustí Vell, Son Angladó, Son Bernardí, Poblado de Son Catlar, Son Olivaret Nou, Son Rotger, Talatí de Dalt, Torralba den Salord, Torralbenc Vell, Torre d'en Galmés, Torrellafuda, Torrellisà, Torretrencada, Torrevella d'en Lozano y Taula de Trepucó.